# للا فاطمة الزهراء
ولدت للا فاطمة زهرة بتاريخ 29 حزيران/يونيهو 1929 وتوفيت في 10 آب/أغسطس من عام 2014، هي الابنة البكر لمحمد الخامس بن يوسف وزوجته الأولى للا هانيلا بنت مأمون. تزوجت بتاريخ 16 آب/أغسطس 1961 (في الحفل الثلاثي مع أخواتها، عائشة ومليكة) في دار المخزن في الرباط من ابن عمها الأمير مولاي علي العلوي (1924-1988) الذي كان يشغل منصب سفير المغرب في فرنسا (1964-1966). ورُزقت منه بابنان وابنة واحدة: الشريف مولاي عبد الله (ولد عام 1965)، الشريف مولاي يوسف (ولد عام 1969) ثم جمالة العلوي (ولدت عام 1962)،  وقد شغلت منصب سفير المغرب في المملكة المتحدة منذ عام 2009.

## أعمالها
- كانت الراعية الرسمية للاتحاد الوطني للمرأة المغربية (يعرف اختصارا بـ UNFM (1969-2003).[7]

## مرتبة الشرف

### الأوسمة الوطنية
- جائزة باريس الكبرى من أجل العرش.[3]

### الأوسمة الأجنبية
- وسام جوقة الشرف (الجمهورية الفرنسية بتاريخ 18 أغسطس 2003).[8]